# Sortilège (telenovela)
Pour les articles homonymes, voir Sortilège.
Sortilegio (Sortilège) est une telenovela mexicaine diffusée en 2009 par Canal de las Estrellas.
Elle est diffusée sur Novelas TV entre le 6 août 2019 et le 9 décembre 2019 et rediffusée le 7 juin 2021 au 8 octobre 2021.

## Synopsis
Victoria a une relation extra-conjugale avec Antonio Lombardo, un ami de son mari Samuel, ce qui aboutit à la naissance de jumeaux, Bruno et Raquel. Antonio aussi a un fils, Alejandro, avec sa femme Adriana. Après la mort de leur époux respectif, ils se réunissent et se marient. Toutefois, ils taisent à leurs enfants qu'ils sont demi-frères de sang, ce qui révèlerait leur infidélité passée. Au lieu de cela, ils les élèvent dans l'idée qu'ils sont demi-frères par le mariage de leurs parents. Bruno rejette catégoriquement Alejandro et se montre agressif et envieux envers lui.
Les années passent et Antonio, déçu par l'attitude irresponsable de Bruno et la frivolité de Raquel, nomme Alejandro l'héritier universel. Quand Antonio dit à Victoria ce qu'il a décidé, une forte dispute surgit entre eux. Antonio meurt de façon inattendue et Alejandro est laissé à la tête de la famille et de l'entreprise Lombardo, ce qui fait grandir encore plus la haine de Bruno...

## Distribution
- Jacqueline Bracamontes : Maria Jose Samaniego Miranda (Protagoniste) / Sandra Betancourt Miranda † [1]
- William Levy : Alejandro Lombardo Villavicencio (Protagoniste) [2]
- David Zepeda : Bruno Albeniz†
- Julián Gil : Ulises Villaseñor †
- Ana Brenda Contreras : Maura Albarrán
- Gabriel Soto : Fernando Alanís
- Daniela Romo :  Victoria Vda de Lombardo
- Chantal Andere : Raquel Albéniz de Castelar / Raquel Lombardo de Castelar
- Wendy González : Paula Samaniego Miranda
- Marcelo Córdoba : Roberto Castelar
- Jose Carlos Ruiz : Jesús «Chucho»  Gavira
- Maria Victoria : Felipa
- Héctor Sáez : Pedro Samaniego
- Azela Robinson : Elena Miranda
- Luis Couturier : Hernán Plascencia
- Daniela Luján : Lisette Albarrán
- Otto Sirgo : Dr Jorge Krueger †
- Patricio Castillo : Emiliano Alanís
- Guillermo Zarur † : Ezequiel
- Adalberto Parra : Erick Díaz
- Aaron Hernán : Porfirio Betancourt †
- Manuela Imaz : Katia Alanís
- Rosita Pelayo : Meche
- Arturo Lorca : Arturo
- Willebaldo López : Santos
- Carlos Girón : Gabriel
- Iliana de la Garza : Julia
- Rolando Fernández : Gregorio
- Patricia Ancira : Bertha
- Christina Pastor : Mary
- Christina Mason : Lety
- Alfredo Adame : John Seagal
- Elizabeth Álvarez : Irene
- Fernando Allende : Don Antonio Lombardo †
- Felicia Mercado : Adriana Villavicencio de Lombardo
- Alejandro Tommasi : Don Samuel Albeniz
- Alan Gutierrez : Mateo Hernández
- Fernando Noriega : Mario Aguirre

## Diffusion internationale
| Pays                   | Chaîne                    | Titre                   | Première diffusion |
| ---------------------- | ------------------------- | ----------------------- | ------------------ |
| Mexique                | Canal de las Estrellas    | Sortilegio              | 1er juin 2009      |
| États-Unis             | Univision                 | Sortilegio              | 6 octobre 2009     |
| Uruguay                | Saeta TV Canal 10         | Sortilegio              |                    |
| Nicaragua              | Televicentro de Nicaragua | Sortilegio              |                    |
| Chili                  | Mega                      | Sortilegio              |                    |
| Chili                  | Telecanal                 | Sortilegio              |                    |
| Colombie               | RCN Televisión            | 'Sortilegio             |                    |
| République dominicaine | Telemicro                 | 'Sortilegio             |                    |
| Pérou                  | América Televisión        | Sortilegio              |                    |
| Argentine              | Canal 9                   | Sortilegio              |                    |
| Argentine              | Telefe                    | Sortilegio              |                    |
| Venezuela              | Venevisión                | Sortilegio              |                    |
| Équateur               | Gama TV                   | Sortilegio              |                    |
| Pologne                | TV4                       | Zaklęta miłość          |                    |
| Kenya                  | Citizen TV                | Sortilegio (Love Spell) |                    |
| Espagne                | Antena 3 Canarias         | Sortilegio              |                    |
| Espagne                | Nova                      | Sortilegio              |                    |
| Paraguay               | Telefuturo                | Sortilegio              |                    |
| Panama                 | Telemetro                 | Sortilegio              |                    |
| Guatemala              | Canal 3                   | Sortilegio              |                    |
| Salvador               | TCS                       | Sortilegio              |                    |
| Porto Rico             | Univision Porto Rico      | Sortilegio              | 6 octobre 2009     |
| Hongrie                | Cool TV                   | Kettős játszma          |                    |
| Hongrie                | Sorozat+                  | Kettős játszma          |                    |
| Serbie                 | RTV Pink                  | Magična privlačnost     |                    |
| Slovénie               | POP TV                    | Čarovnija ljubezni      |                    |
| Monténégro             | Pink M                    | Magična privlačnost     |                    |
| Bosnie-Herzégovine     | Pink BH                   | Magična privlačnost     |                    |
| Slovaquie              | TV Doma                   | Čaro lásky              |                    |
| Roumanie               | Acasa TV                  | Predestinati            |                    |
| Costa Rica             | Repretel                  | Sortilegio              |                    |
| Bulgarie               | bTV                       | Капризи на съдбата      |                    |
| Géorgie                | Imedi TV                  | მოჯადოებული             |                    |
| Macédoine              | Sitel                     | Magična privlečnost     |                    |
| Cap-Vert               | Red                       | Sortilegio              |                    |
| Italie                 | Lady Channel              | Sortilegio              |                    |
| Philippines            | Telenovela Channel        | Love Spell              | 7 mai 2012         |
| Émirats arabes unis    | Abu Dhabi Al Oula         | سحر الحب                |                    |
| Nigeria                | Galaxy TV                 | Sortilegio (Love Spell) |                    |
| France                 | Novelas TV                | Sortilège               | 6 août 2019        |

## Versions
- Tú o nadie (1985), produit par Ernesto Alonso pour Televisa ; avec Lucía Méndez, Andrés García et Salvador Pineda.
- Acapulco, cuerpo y alma (1995), produit par Ernesto Alonso pour Televisa ; avec Patricia Manterola et Saúl Lisazo.
- Cabo  (2022), produit par José Alberto Castro pour Televisa ; avec Bárbara de Regil et Matías Novoa.